# Misuzulu Zulu
Misuzulu Sinqobile kaZwelithini (nascido em 23 de setembro de 1974, Hlabisa) é o atual rei da Nação Zulu na África do Sul. Ele é o filho mais velho do rei Goodwill Zwelithini ka Bhekuzulu e de sua terceira esposa, a grande rainha Mantfombi Dlamini, ambos falecidos em 2021.

## Reinado
Apesar de ser o segundo filho mais velho e sobrevivente do rei Goodwill Zwelithini, a ascensão do rei Misuzulu ao trono não foi instantânea. Historicamente, a nomeação de Misuzulu ao trono teria sido automática, mas o Reino Zulu já era uma uma monarquia constitucional, cujo líder deveria ser nomeado. A grande esposa do rei Zwelithini, Mantfombi Dlamini, foi nomeada regente durante o interregno e, em 24 de março de 2021, o príncipe Mangosuthu Buthelezi emitiu uma declaração em nome da Família Real afirmando que o novo rei só seria anunciado após o período de luto de um mês pelo falecido rei. O testamento do rei Zwelithini deixou a responsabilidade de nomear o próximo rei para a rainha viúva  Mantfombi.
Imediatamente após a morte do rei Zwelithini, historiadores e especialistas culturais previram que Minzulu seria o nomeado para o trono, já que era filho do falecido rei e de sua grande esposa, dando-lhe relevância entre os outros filhos. Na época, alguns membros mais antigos da família real consideraram o debate sobre a sucessão "prematura". No funeral do rei Goodwill Zwelithini, uma irmã do falecido rei, a princesa Thembi Ndlovu, afirmou que a família real ainda não sabia quem seria o próximo monarca e que o indivíduo seria "escolhido por Deus".
Em 29 de abril de 2021, sete (7) semanas após a morte do rei Zwelithini, a própria rainha regente Mantfombi morreu sem ter nomeado publicamente o próximo monarca. No entanto, em 7 de maio de 2021, na leitura pública do testamento da falecida rainha, descobriu-se que ela havia nomeado Misuzulu como novo rei. O anúncio foi recebido com o protesto por alguns membros da família real e Misuzulu, presente na leitura do testamento, teve que ser escoltado pelo Serviço de Polícia da África do Sul e um destacamento de segurança de Essuatíni.

### Disputa legal
Em 2 de maio de 2021, veículos de imprensa revelaram que um processo havia sido aberto na Suprema Corte de Pietermaritzburg contestando a validade do testamento de Zwelithini. O processo havia sido iniciado pela primeira esposa do falecido rei, Sibongile Winifred Dlamini, e pelas duas filhas do casal, as princesas Ntandoyenkosi e Ntombizosuthu. Elas queriam que o testamento do rei fosse declarado inválido e anulado, com base no que alegavam ser uma assinatura fraudulenta. Como medida provisória, elas também entraram com um pedido judicial para proibir a nomeação de um novo rei ou um novo regente, enquanto se aguardaria a decisão do tribunal sobre a validade do testamento de Zwelithini.
A primeira esposa do rei não deve ser confundida com a grande esposa de Zwelithini (ou grande rainha) que era na verdade sua terceira esposa, mas que tinha precedência sobre todas as outras esposas por ela própria ser da realeza, sendo um membro da Família Real de Essuatíni. Zwelithini havia se casado com sua primeira esposa nos termos das leis de casamento civil da África do Sul, mas depois se casado com suas esposas subsequentes apenas nos termos das tradições zulu, porque a lei sul-africana reconhece os casamentos consuetudinários polígamos, mas não os casamentos civis poligâmicos. A contestação no tribunal girava em torno da validade dos casamentos consuetudinários subsequentes em relação ao casamento civil, bem como uma alegação de que a assinatura no testamento do falecido rei havia sido forjada. O caso foi lido em audiência em 7 de maio de 2021, mesmo dia em que rei Misuzulu foi publicamente nomeado rei. A audiência de 7 de maio de 2021 foi ouvida nas Câmaras Municipais e a decisão adiada, com as princesas litigantes mais tarde alegando que não tinham ideia de que Misuzulu seria nomeado rei mais tarde naquele dia.
Em 21 de maio de 2021, a princesa Ntandoyenkosi e a princesa Ntombizosuthu voltaram ao tribunal em uma tentativa de proibir a coroação de Misuzulu. Em particular, elas tinham uma ordem legal que proibia o premier de KwaZulu-Natal de tomar quaisquer medidas que reconhecessem formalmente Misuzulu como rei da Nação Zulu, ou alternativamente, proibindo o presidente Cyril Ramaphosa de emitir o certificado de reconhecimento de Misuzulu. Nos termos da seção 9 (2) (b) da Lei da Estrutura Tradicional de Liderança e Governança da África do Sul Ato 41 de 2003, o reconhecimento oficial de um rei ou rainha deve ser feito por meio da emissão de um certificado presidencial divulgado no Diário do Governo. A Suprema Corte de Pietermaritzburg concordou em adiar a discussão para permitir que as princesas juntassem a ordem com o caso que contestava a validade do testamento do falecido rei. A ordem da Suprema Corte exigia que as partes apresentassem documentos judiciais adicionais em ambas as questões até 18 de junho de 2021.
No dia 9 de outubro de 2021, segundo o EWN, Cyril Ramaphosa disse "que os processos para resolver disputas dentro da casa real Zulu estão em andamento".
O  Supremo Tribunal de Pietermaritzburg deu ganho de causa a Misuzulu em março de 2022.

### Coroação
Foi coroado Rei dos Zulus em 20 de agosto de 2022 no palácio de KwaKhangelamankengane, que fica na pequena cidade de Nongoma, na província de KwaZulu-Natal. 

### Tentativa de envenenamento
No início de julho de 2023 o primeiro-ministro zulu, Mangosuthu Buthelezi, anunciou num comunicado de imprensa que Misuzulu havia sido levado para um hospital de Essuatini após "se sentir mal". A suspeita era de tentativa de envenenamento.  

## Vida pessoal

### Educação
O rei Misuzulu completou seus primeiros estudos em Essuatini, o país natal de sua mãe, onde estudou na Escola Primária da Assembleia de Deus e depois na Escola de São Miguel em KaManzini. Mais tarde cursou o ensino médio na África do Sul, no St. Charles College, em Pietermaritzburg.
Algumas fontes afirmam que ele é formado em Relações Internacionais, enquanto outras afirmam que ele ainda ainda está fazendo o curso, em Jacksonville, Flórida.

### Casamento
Em 6 de maio de 2021, um dia antes do funeral de sua mãe, o rei Misuzulu se casou com sua parceira de longa data, Ntokozo Mayisela. O casal se conheceu em agosto de 2009 durante o casamento da irmã de Misuzulu, a princesa Bukhosibemvelo, e o ex- executivo da Transnet Sipho Nyawo.
Em 13 de maio de 2021, o rei Misuzulu enviou uma delegação vestida em trajes tradicionais zulus à casa de Mayisela para negociar e pagamento do lobola (ou o “preço da noiva”), que consistiu em oito vacas e cinquenta mil rands sul-africanos.
Ele tem dois filhos com sua esposa, Mayisela, e outro filho com uma princesa, chamada Wezizwe Sigcau, pertencente à realeza amaMpondo (o Iol reporta que ele teria ainda um outro filho com outra esposa).

### Amizade com a princesa Charlene de Mônaco
Em 17 de outubro de 2021, a revista espanhola Vanitatis chamou atenção para a amizade de Misuzulu com a princesa Charlene de Mônaco. À época, Charlene estava há meses na África do Sul onde se tratava de uma infecção, tendo ela mesma feito uma postagem em sua conta no Instagram, agradecendo o apoio do rei dos zulus. "O texto encerra com a expressão 'bayede nkosi', que significa 'saudações ao rei', escreveu a revista.
Dias antes, Charlene também havia postado uma imagem do ex-rei, pai de Zulu.